# 天の光はすべて星 (TRPGリプレイ)
天の光はすべて星（てんのひかりはすべてほし）はテーブルトークRPG(TRPG)『ナイトウィザード』のリプレイ作品。2009年4月にエンターブレインから出版されたソースブック『ソウルアーツ』に書き下ろし作品として収録された。
リプレイの執筆はゲームマスターでもある重信康が担当。イラスト担当は猫猫猫。

## 概要
本リプレイは、『ナイトウィザード The 2nd Edition』のソースブック『ソウルアーツ』において追加された2つの新キャラクタークラスのひとつ「同調者」のデモンストレーションの意味合いを持つ。重信康は同調者の基本データ作成に関わっており、『ナイトウィザード』のゲームデザイナー菊池たけしとシステムデザイナー遠藤卓司の勧めで、ゲームマスターを務める事になった。
『ナイトウィザード』には珍しく、本リプレイの舞台は東京を離れ、「荒砥山市」という地方都市となっている。これはセッションに先立っての重信、菊池、遠藤の打ち合わせで「身近な舞台で活躍するウィザードの物語をやろう」という方向性が定まったため。
リプレイのプレイヤーは遠藤卓司、大畑顕、小太刀右京、藤井忍である。
本作のタイトルはフレドリック・ブラウンのSF小説『天の光はすべて星』から取られている。

## 登場人物

### プレイヤーキャラクター
プレイヤーによって操作するキャラクター。PC。名前の横にカッコで記述されているのはプレイヤー名である。ウィザードクラス及びスタイルクラスの横のレベルはそのリプレイ開始時のものである。
属性についてはスラッシュをはさんで左側が第一属性、右側が第二属性となる。
なお、各キャラクターの総合レベルは1である。
十六夜 慎太郎（いざよい しんたろう、大畑顕）
ウィザードクラス：同調者 1LV
スタイルクラス：キャスター 0LV
PC番号：PC1
属性：〈水〉 / 〈冥〉
本作の主人公。転勤の多い両親を持ち、その関係で祖父の住む荒砥山市に転居する。同地へ向かう列車の中でノアと乗り合わせ、「君は”あちら側”」「まずは生き延びたまえ」と謎の言葉をかけられる。そして転校初日の朝、突如侵魔に襲撃される中で「同調者」として覚醒する。
作中で、おもちゃのカメラを持った少女と会話する過去の夢を見るが、これが本作での事件の鍵になっていく。
獣型メディウム「ザ・シャイニング」を使役して戦う。勇敢な性格だが調子に乗りやすく、方向音痴なのがたまに瑕。実は本編開始の10年前に荒砥山市を訪れた過去があり、それが本編の鍵となっている。
荒戸 夏姫（あらと なつき、遠藤卓司）
ウィザードクラス：勇者 1LV
スタイルクラス：アタッカー 0LV
PC番号：PC2
属性：〈火〉 / 〈火〉
戦国時代から続く旧家の令嬢。自己流の剣術でバスタードソードを振るい、荒砥山一帯に出没する侵魔と戦っている。ただしウィザードに関する知識はユイと出会うまで全く無く、自身は超能力者であると思っていた。聖蘭とは幼なじみだが、今回の事件までウィザードであることは互いに隠していた。
自身の通う高校をはじめ荒砥山一帯で起こる人や施設の消失事件を追う中で慎太郎やユイと出会い、共闘する。
乃城 聖蘭（のしろ せいらん、藤井忍）
ウィザードクラス：陰陽師 1LV
スタイルクラス：ヒーラー 0LV
PC番号：PC3
属性：〈冥〉 / 〈天〉
荒砥山の陰陽師一族の娘。祖母・多喜に師事しつつ侵魔と戦っているが、まだ半人前であるとして御堂の姓を名乗ることを許されていない。
プレイヤーである藤井忍がプリプレイにおけるクリティカル・ファンブル値のダイス決定でファンブル値７（＝最もファンブルしやすい値。ルールに従ってその後５まで修正された）を出したことで「回復ファンブル殺し」の可能性が示唆されていたが、劇中の戦闘で本当に回復においてファンブルを出してしまい、公式リプレイで確認されている中では数少ない「回復でファンブルを振ってしまい回復量がマイナスとなったことでダメージを与えてしまう」というＮＷとＳ＝Ｆ特有の現象を出す事となった。
（実際にはその時、ファンブルを打ち消すシナリオ1回のアイテムを消費することで難を逃れている）
ユイ＝ヴァン（小太刀右京）
ウィザードクラス：人造人間 1LV
スタイルクラス：ディフェンダー 0LV
PC番号：PC4
属性：〈風〉 / 〈風〉
絶滅社所属のエージェントで、コードネーム「暁の剣（モーンブレイド）」。ペガサス博士なる人物によって創造され、紆余曲折を経て絶滅社に回収されたという経歴を持つ。
名前は「82」を意味するが、同型がいるのかは不明。ボトルキャップの収集が趣味。

### ノンプレイヤーキャラクター
GMが操作するキャラクター。NPC。
交野 燐（かたの りん）

御堂 多喜（みどう たき）
代々荒砥山一帯を霊的に防衛してきた陰陽師・御堂家の当主で、聖蘭の祖母。市内で連続する人間消失事件の追求を聖蘭に命じる。「荒砥山は御堂が守る」との信念を持ち、慎太郎、夏姫の関与や絶滅社の介入を好ましく思っていない。終盤、過去のある事件で慎太郎に関わっていた事が明らかになる。
フランス留学の経験があり、時折フランス語が飛び出すが、本人は「横文字は好かぬ」として好んでいない。
ジェネラル
民間軍事会社を装うウィザード傭兵集団「絶滅社」の最高指導者。慎太郎のウィザードへの覚醒を感知し、ユイに彼の監視を命じる。
その正体を知る者は絶滅社の幹部の一部に限られているとされる。ユイの前にはモノリスを思わせる石柱の姿で現れた。
ルール第一版ソースブック『ロンギヌス』以来の公式NPCで、『ロンギヌス』『ソウルアーツ』のいずれにおいても「恐らく世界最初の裁定者」と記述されている。
ノア
荒砥山へ向かう列車の中で慎太郎と出会った外国人風の青年。常にリンゴを詰めた袋を抱えている。
出会った人間を「あちら側」「こちら側」と区別する癖を持つ。それは一つの予言であり、事実、彼に「あちら側」と判定された慎太郎はウィザードとして覚醒し、「こちら側」とみなされた燐は侵魔に操られてしまう。本作の黒幕と言える存在である。
その正体と目的はソースブック『ファー・ジ・アース』で明らかにされている。

## 第二次古代神戦争
『天の光はすべて星』は、『ナイトウィザード The 2nd Edition』と『セブン＝フォートレス メビウス』を連結する事件「第二次古代神戦争」の一環である。ただし、ファンブック『ブルーム・メイデン』に掲載された年表には記載されておらず、この事件がいつ発生したかは定かではない。
これまでの『ナイトウィザード』公式リプレイにおける第二次古代神戦争の基本構図は「冥魔対ウィザード」であった。しかし『天の光はすべて星』において、「ノア」なる人物が第三の勢力として登場する。
ノアの正体は、古くからの幻夢神の眷属である。彼は第一次古代神戦争においてシャイマール（＝ルー＝サイファー）やベール＝ゼファー、メイオルティスら古代神と戦った戦士であり、世界結界の形成者の一人にしてそのコアである。しかしマジカル・ウォーフェアにおいて、第八世界表界のウィザードたちが、幻夢神の半身たるザ・ゲイザーを討ち倒した事で、ノアは、もはや世界結界は不要であり、幻夢神を覚醒させてそのもとに人類（すなわちウィザード）を結集させ、シャイマールら古代神と雌雄を決するべきであると判断した。彼が表界の行く先先でイノセントをウィザードに覚醒させているのは、やがて訪れる幻夢神の半身・TISの目覚めに備え、できるだけ多くの人類に生き残る機会を与えるためである。
しかしノアの行動は、覚醒したばかりの未熟なウィザードが冥魔や侵魔に食い殺されたり、世界結界から切り離されたイノセントが消滅するなどの弊害をも起こしている。絶滅社は、荒砥山市での事件を担当したユイ＝ヴァンを専従のスタッフとし、その動向を監視している。こののち、ノアに関する物語はファンブックやソースブックに収録されたシナリオ（『ブルーム・メイデン』の「ブルーム・メイデン」、『ファー・ジ・アース』の「救いと滅びの方舟」）で描かれることになる。

## 作品
- ナイトウィザード The 2nd Edition ソースブック ソウルアーツ（ISBN 978-4-7577-4850-7 / エンターブレイン）